# 블라디미르 (이름)

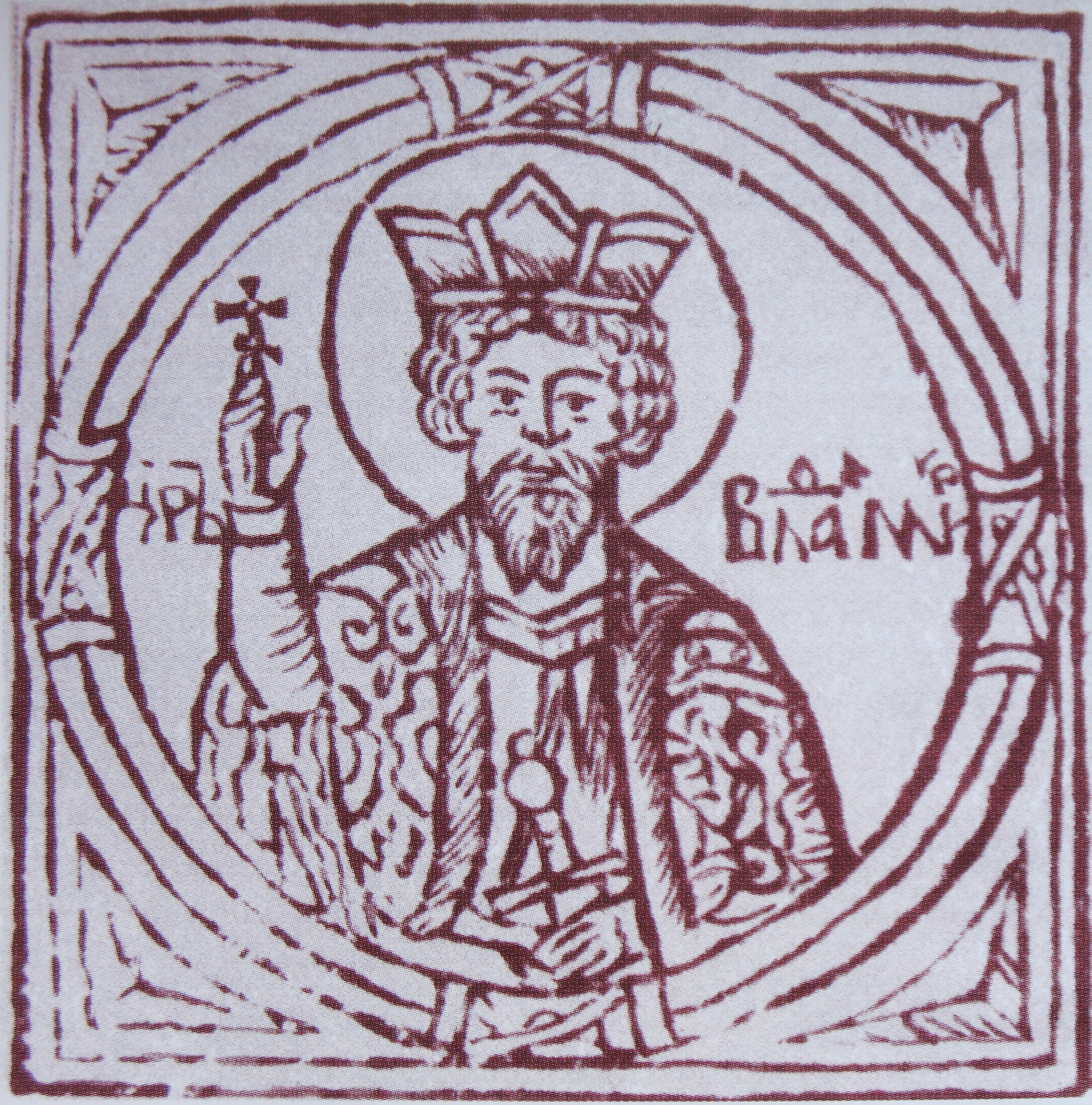
블라디미르 1세를 묘사한 17세기의 그림

블라디미르(러시아어: Влади́мир)는 슬라브족의 남자 이름이다. 고대 슬라브어 시기부터 사용되어 왔으며 현대의 여러 슬라브어 문화에서 조금씩 다른 철자로 변형되어 사용되고 있다.

## 어원
고대 교회 슬라브어는 블라디메르(Володимѣръ)로 표기하였다. 이후 고대 러시아어 역시 같은 표기를 사용하였다. 러시아계 독일인 언어학자 막스 파스머(Max Vasmer)는 블라디메르를 블라디(владь)와 메르(мѣр)의 조합으로 파악하였다. 블라디는 "지배하다"라는 의미이고 메르는 "위대한"이란 뜻이다. 근세에 들어 교회 문헌의 표기가 블라디미르로 변화하였다. 이는 정교회의 민간어원 전승에 따라 메르를 평화 또는 세계를 의미하는 미르(Мир)로 이해하였기 때문이다. 이에 따라 "위대한 지배자"라는 의미의 블라디메르는 "평화의 수호자"라는 의미의 블라디미르로 불리게 되었다.

## 역사
역사에 기록된 가장 오래된 사례는 불가리아의 블라디미르 라사테(853 ? ~ 893년)이다. 불가리아 제1제국의 두 번째 황제였던 블라디미르 라사테는 기독교로 개종하여 불가리아의 기독교화를 시행하였다.
역사 속 유명한 인물로는 키예프 대공이었던 블라디미르 1세(958년 ~ 1015년)가 있다. 그는 동로마제국 바실리오스 2세의 동생 안나와 결혼하여 정교회를 키예프 루스의 국교로 선언하였다. 블라드미르 1세는 러시아 정교회와 우크라이나 정교회에서 성인으로 존중되고 있다. 블라디미르의 우크라이나어 변형은 볼로디미르(우크라이나어: Володимир)이다. 우크라이나의 도시 볼로디미르볼린스키는 블라디미르 1세의 이름에서 유래하였다. 한편 러시아의 도시 블라디미르는 후세인 블라디미르 2세 모노마흐(1053년 ~ 1125년)의 이름을 딴 것이다.
현대에 들어 가장 큰 영향력을 발휘한 인물로는 블라디미르 레닌이 있다. 그는 10월 혁명을 통해 소련을 건설하였다.

## 변형
블라디미르에는 두 갈래의 변형이 있다. 하나는 정교회 문헌을 통해 이어져 온 블라디미르이고 다른 하나는 동슬라브어의 변화에 따른 볼로디미르이다. 블라디미르는 러시아어, 불가리아어, 세르비아어, 마케도니아어 등에서 쓰이고 볼라디미르는 우크라이나어에서 쓰인다.
한편 벨라루스어는 울라지미르(벨라루스어: Уладзімір) 또는 울라지메르(Уладзімер)로 부르고, 폴란드어의 붜지미예시(폴란드어: Włodzimierz, [vwɔˈd͡ʑimʲɛʂ])도 같은 어원을 갖는 이름이다.
같은 의미를 지닌 게르만어군의 이름으로는 발데마르(Waldemar), 볼데마르(Woldemar)가 있다. 발데(Walde)는 지배를 마르(mar)는 위대한, 유명한 등의 뜻을 지녀 발데마르는 "위대한 지배자"라는 의미가 된다. 역사적 인물로 덴마크의 발데마르 1세(1131년 ~ 1182년)가 있다. 발데마르 1세는 어머니가 키예프 공국 출신이었다.

## 인물
- 블라디미르 푸틴
- 볼로디미르 젤렌스키
- 블라디미르 코마로프

## 같이 보기
- 블라디미르